# Ruby Porat Shoval
Ruby Porat Shoval (Marrakech, 1957) es una actriz marroquí de cine, teatro y televisión que ha desempeñado su carrera en su país natal y en Israel.

## Biografía
La carrera de Porta inició a finales de la década de 1980, cuando registró una participación en la película Ehad Mishelanu interpretando el papel de Liza. En la década de 1990 participó en varias producciones, entre las que destaca Mehapeset Baal Al Arba de 1993. En las décadas de 2000 y 2010 registró varias apariciones en cine y televisión, entre las que destacan las series HaYisraelim, Michaela, Ptzuim BaRosh y BatEl HaBetula, y los largometrajes Melech Shel Kabzanim, Shiva y Gett: El divorcio de Viviane Amsalem.

## Filmografía

### Cine y televisión
- 2019 - BatEl HaBetula
- 2016 - Ptzuim BaRosh
- 2014 - Gett: El divorcio de Viviane Amsalem
- 2013 - Barely in Love
- 2013 - Haverot
- 2012 - Revaka plus
- 2011 - After Death
- 2010 - Asfur
- 2008 - Shiva
- 2007 - Melech Shel Kabzanim
- 2007 - HaYisraelim
- 2004 - Michaela
- 2004 - Sof Ha'Olam Smola
- 2002 - Halomot Metokim
- 1993 - Mehapeset Baal Al Arba
- 1989 - Ehad Mishelanu